# Tister Bauernmoor
Das Tister Bauernmoor ist ein Hochmoor, das am 2. Mai 2002 zum Naturschutzgebiet erklärt wurde. Es hat eine Größe von 570 ha und gehört zusammen mit dem südlich gelegenen Naturschutzgebiet Ekelmoor, dem Avensermoor und dem Everstorfer Moor zu dem großen Hochmoorgebiet Ekelmoor, das insgesamt eine Fläche von 1220 ha hat.

## Lage
Das Tister Bauernmoor liegt in der Nähe des Ortes Tiste, der ihm seinen Namen gab. Tiste ist eine Gemeinde in der Samtgemeinde Sittensen im Landkreis Rotenburg (Wümme) in Niedersachsen. Das Moorgebiet gehört zu dem Naturraum der Wümmeniederung.

## Renaturierung
Das Moor war zu großen Teilen industriell abgetorft. Im Nordbereich war das Moor zu Grünland umgewandelt worden, das aber nicht mehr bewirtschaftet wird.
Zur Renaturierung wurde ca. ein Drittel des Naturschutzgebietes wiedervernässt. Die mit Weymouths-Kiefern bewachsenen Flächen wurden vom Aufwuchs befreit. Diese Flächen sind heute Brut- und Rastplätze für viele, zum Teil seltene Vogelarten. Die Naturschutzflächen gehören fast vollständig (564 ha) zu dem EU-Vogelschutzgebiet „Moore bei Sittensen“. Als Untere Naturschutzbehörde fungiert der Landkreis Rotenburg (Wümme).

## Flora und Fauna

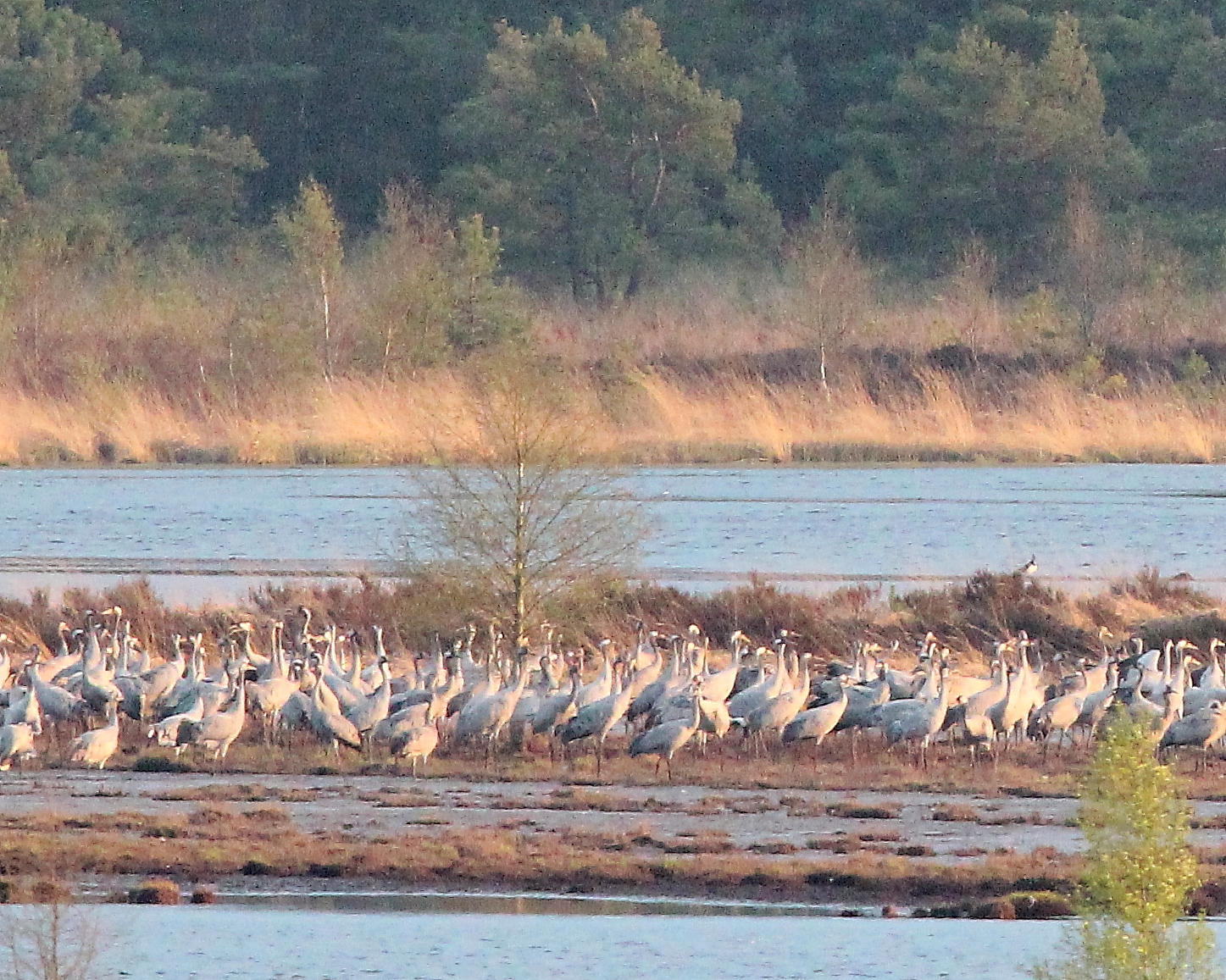
Kraniche im Tister Bauernmoor

Der Kranich hat sich hier wieder angesiedelt und zieht seine Jungen auf. Das Tister Bauernmoor ist einer der bedeutendsten Kranichplätze im nordwestdeutschen Flachland. Im Spätherbst rasten in dem Moor mehrere tausend Kraniche, bevor sie in ihre Winterquartiere weiterfliegen. 2008 wurden hier etwa 5.000 rastende Kraniche gezählt. Am Montag den 27. Oktober 2014 haben offizielle Kranichzähler des NABU dann einen Rekord von 20.600 Kranichen im Tister Bauernmoor gezählt und offiziell bestätigt. Auch der seltene Seeadler und der Fischadler wurden hier gesichtet. Folgende Greifvögel wurden in dem Moor außerdem beobachtet: Baumfalke, Wanderfalke, Merlin, Rohrweihe, Kornweihe, Wiesenweihe, Rotmilan, Schwarzmilan, Wespenbussard und Raufußbussard.
Daneben liegen Brutnachweise, mindestens aber Brutzeitbeobachtungen von:
Sumpfohreule, Raubwürger, Krickente, Knäkente, Löffelente, Schwarzstorch, Bekassine, Kiebitz, Ziegenmelker, Feldschwirl, Schwarzkehlchen, Braunkehlchen und Neuntöter vor. Die Liste der Rastvögel zählt mehr als 40 Arten auf.
Durch die Nährstoffarmut, den sauren pH-Wert des Wassers und den kontinuierlichen Wasserstau hat sich im Tister Bauernmoor eine hochspezialisierte Pflanzenwelt gebildet. Wir finden die Zwergstrauchheide, Wollgras und vor allem Torfmoose. Des Weiteren wächst hier Sonnentau, eine fleischfressende Pflanze.

## Tourismus
Mit der früheren Moorbahn Burgsittensen kann man in das Moor fahren. Die Fahrt mit ausführlichen Erklärungen zum Moorabbau dauert eine Stunde. Es führt aber auch ein Wanderweg in das Gebiet. Ein 6,5 m hoher überdachter Aussichtsturm (⊙) im Moor bietet die Möglichkeit zur Beobachtung der Vogelwelt. Er wurde 2002 errichtet und ist entweder mit der Moorbahn oder über den Wanderweg erreichbar.